# Wang Qingsong
Wang Qingsong (王庆松, født 1966 i Heilongjiang) er en moderne kinesisk billedkunstner der har specialiseret sig i fotografier taget af iscenesatte opstillinger, ofte i lagerhal og som humoristisk og ironisk social kommentar til Kinas udvikling.